# 日本産業パートナーズ
日本産業パートナーズ株式会社（にほんさんぎょうパートナーズ、英語: Japan Industrial Partners, Inc.、JIP）は、日本のプライベート・エクイティ・ファンド運営会社である。

## 概要
事業再編に際して事業成長のための資本や経営支援を提供する、日本型のプライベートエクイティファンド運営会社である。2002年にみずほ証券、NTTデータ、ベイン・アンド・カンパニー・ジャパンが出資して設立したみずほフィナンシャルグループの関連会社であったが、株式の売却などにより2014年2月以降は独立系として活動する。

## 主な出資案件
- KHネオケム - 石油化学事業の協和発酵ケミカルを、2011年に協和発酵キリンから買収[5]する。
- すかいらーく - 2011年にベインキャピタルと共同で出資する。
- アイ・ティー・エックス - 元日商岩井グループのIT系商社で、2012年にオリンパスから事業譲受し[6]、2015年3月に家電量販店のノジマへ売却する。
- NECビッグローブ - 日本電気（NEC）子会社のインターネットサービスプロバイダを、2014年3月に全株式を取得してNECグループから離脱し、2017年1月にKDDIへ売却[7][8]する。
- VAIO - ソニーのパソコン事業を、2014年7月1日に譲受して新たにVAIO株式会社を設立した[9][10][11]。2024年11月11日、ノジマへ総額112億円で売却[12]
- OMデジタルソリューションズ - 2021年にオリンパスから映像事業を譲受する[13]。
- アラクサラネットワークス - 日立製作所とNECが共同出資のネットワーク機器メーカーで、 2018年3月に議決権の6割に当たる日立保有分を取得[14]する。2021年9月1日に、配下の特別目的会社が保有する普通株式のすべてをFortinetへ譲渡した[15]。
- 東芝 - 2023年3月23日、同社へのTOB実施を発表。

## 沿革
運用ファンド  
- 2002年12月10日設立 - 日本産業第一号投資事業有限責任組合
- 2005年2月28日設立 - 日本産業第二号投資事業有限責任組合
- 2008年7月31日設立 - 日本産業第三号投資事業有限責任組合
- 2013年3月29日設立 - 日本産業第四号投資事業有限責任組合
- 2018年3月30日設立 - 日本産業第五号投資事業有限責任組合